# Little Angels
Little Angels war eine britische Hard-Rock-Gruppe aus Scarborough.

## Bandgeschichte
1984 gründete sich in Scarborough die Gruppe Mr. Thrud. Zu den Gründungsmitgliedern gehörten Toby Jepson (Gesang), Mark Plunkett (Bass), Dave Hopper (Schlagzeug) und die Geschwister Bruce John (Gitarre) und Jimmy Dickinson (Keyboards). Nach einigen Jahren der Zusammenarbeit änderten sie ihren Namen in Little Angels und veröffentlichten die EP The 1987 EP. Danach verließ Hopper die Band und Michael Lee stieg ein. Nachdem sie in ihrem Heimatort bekannt wurden, erreichten sie auch im restlichen Vereinigten Königreich Anerkennung und konnten sogar im Londoner Marquee Club als Headliner auftreten und den Club ausverkaufen. 1988 konnten sie einen Plattenvertrag mit dem Major-Label Polydor abschließen. Eine US-Tour im Vorprogramm von Yngwie Malmsteen und eine UK-Tour mit Cinderella folgte. 1989 erschien die Big Bad EP und konnte in Großbritannien eine Chartplatzierung in den Top 75 erreichen.
Das Debütalbum Don’t Prey for Me erschien noch im gleichen Jahr und konnte gute Kritiken erreichen, der Durchbruch gelang aber erst mit dem Nachfolger Young Gods (1990), welches Platz 17 der britischen Charts erreichte. Die Versuche auf der anderen Seite des Atlantiks an den Erfolg in ihrem Heimatland anzuknüpfen scheiterten jedoch. Die Single-Veröffentlichung Boneyard stand unter einem schlechten Stern, da gerade der Zweite Golfkrieg ausbrach und die BBC die Single absetzte.
Nach der anschließenden Tour musste Michael Lee die Gruppe verlassen, da er hinter dem Rücken der anderen Bandmitglieder eine Audition mit The Cult abgehalten hatte. Er spielte daraufhin etwa ein Jahr mit dieser Gruppe. Sein Ersatz wurde Mark Richardson.
Das 1993er Album Jam erreichte die Top-Position in den englischen Charts. In der Folge tritt Little Angeles mit den Größen des Hard-Rock-Genres, wie Van Halen und Bon Jovi auf. Roger Daltrey hat bei einem Konzert im Hammersmith Apollo einen Gastauftritt mit der Band.
1994 erschienen das Album Little of the Past und die MCD Too Posh to Mosh, Too Good to Last die mit den Verkaufszahlen hinter den Erwartungen zurückblieben. Beide erreichten zwar die Top 20 der britischen Charts, der ersehnte Durchbruch in Amerika blieb aber aus. Insbesondere die Plattenfirma war von den Verkaufszahlen unbeeindruckt und setzten die Gruppe unter Druck. Am 2. Juli 1994 spielten sie ihren letzten Gig in der Royal Albert Hall und lösen sich anschließend auf.

### Nach den Little Angels
Sänger Toby Jepson machte als Solokünstler von sich reden und versuchte sich als Schauspieler. Michael Lee spielte nach The Cult unter anderem mit Page & Plant und Thin Lizzy. Er verstarb am 24. November 2008 an den Folgen eines epileptischen Anfalls. Die beiden Dickinson-Brüder gründeten zusammen mit Mark Richardson die Band b.l.o.w., die bis 2000 existiert. Mark Richardson steigt anschließend bei Skunk Anansie ein. Mark Plunkett verdingt sich nach dem Ende von den Little Angels als Manager und betreute unter anderem Boyzone und Ronan Keating. Bruce John Dickinson leitet heute seine eigene Musikschule.

## Stil
Die Little Angels spielten klassischen Hard Rock der 1980er und konnten im Fahrwasser der Guns N’ Roses, bei denen sie bereits 1987 im Vorprogramm spielten, einige Erfolge in Großbritannien verbuchen. Ihr eher poppig angehauchter Rock hatte vor allem US-amerikanische Elemente, die bei den dortigen Top-Acts wie Aerosmith, Van Halen und Bon Jovi auch zu finden waren. Als Besonderheit ist die sogenannte „The Big Bad Horns“ zu nennen, eine Brass-Abteilung, die die Gruppe bei Livekonzerten unterstützte und für Abwechslung sorgte.

## Diskografie

### Alben
- Don’t Prey for Me (1989)
- Young Gods (1991)
- JAM (1993)
- Little of the Past (1994)

### Singles & EPs
- The 1987 EP (1987)
- Too Posh to Mosh EP (1988)
- 90 in the Shade (1988)
- Big Bad EP (in Japan als Big Bad World mit Bonustracks, 1989)
- Do You Wanna Riot (1989)
- Don’t Pray for Me (1989)
- Kicking up Dust (1990)
- Radical Your Lover (1990)
- She’s a Little Angel (1990)
- Boneyard (1991)
- Product of the Working Class (1991)
- Young Gods (1991)
- I Ain’t Gonna Cry (1991)
- Too Much too Young (1992)
- Womankind (1993)
- Soapbox (1993)
- Sail Away (1993)
- Ten Miles High (1994)
- Too Posh to Mosh, Too Good to Last (MCD, 1995)